# Radja Nainggolan
Radja Nainggolan (Anvers, 4 de maig de 1988) és un futbolista professional belga que juga com a migcampista.
Ha desenvolupat la seva carrera professional a Itàlia, amb el Piacenza Calcio, Cagliari Calcio, AS Roma i Inter de Milà. També ha estat internacional amb la selecció belga.

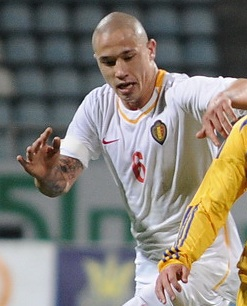
Nainggolan amb la selecció belga sots 21 el 2009.